# Górowychy
Górowychy – wieś w Polsce położona w województwie pomorskim, w powiecie kwidzyńskim, w gminie Prabuty i nad zachodnim brzegiem jeziora Dzierzgoń.
W latach 1975–1998 miejscowość administracyjnie należała do województwa elbląskiego.